# Beilschmiedia obscurinervia
Beilschmiedia obscurinervia är en lagerväxtart som beskrevs av Hung T. Chang. Beilschmiedia obscurinervia ingår i släktet Beilschmiedia och familjen lagerväxter. Inga underarter finns listade i Catalogue of Life.